# Rheinland-Pfalz (Schiff, 2022)
Die Rheinland-Pfalz ist eine Fregatte der Deutschen Marine und die vierte Einheit der Baden-Württemberg-Klasse, auch F125-Klasse genannt. Das nach dem Bundesland Rheinland-Pfalz benannte Kriegsschiff ist, nach der 2013 außer Dienst gestellten Fregatte Rheinland-Pfalz der Bremen-Klasse, die zweite Einheit dieses Namens in einer deutschen Marine. Ein Kriegsschiff mit dem Namen eines Teilgebiets des heutigen Bundeslandes, die Rheinland, gab es in der Kaiserlichen Marine.

## Geschichte

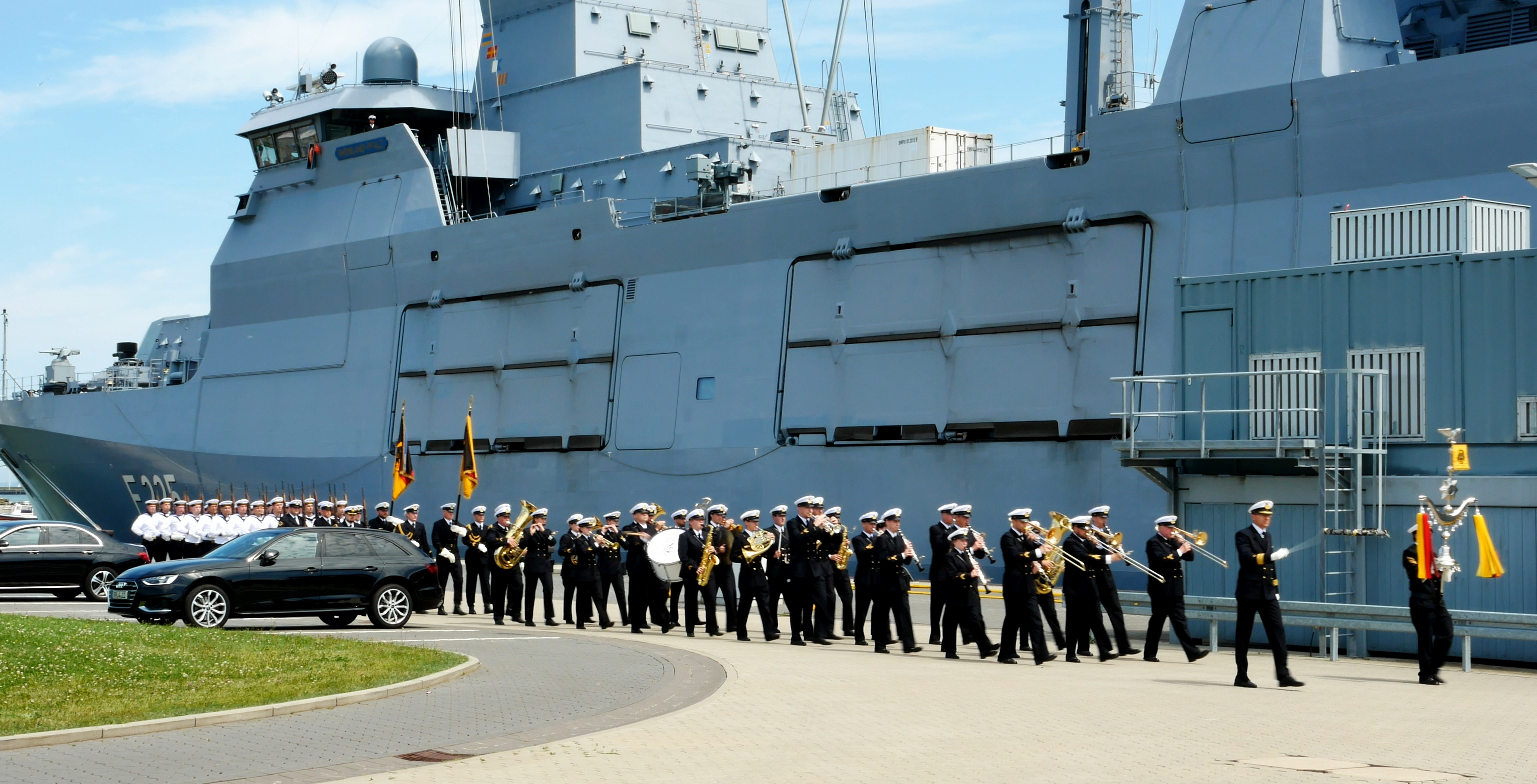
Einmarsch Ehrenformation – Marinemusikkorps Wilhelmshaven und 2./
WachBtl BMVg Indienststellungsappells der Fregatte „Rheinland-Pfalz“ in Wilhelmshaven am 13. Juli 2022

Die Rheinland-Pfalz wurde am 29. Januar 2015 in Zusammenarbeit zwischen ThyssenKrupp Marine Systems und der Lürssen-Werftgruppe in Hamburg im Dock 11 auf Kiel gelegt. Die feierliche Taufe erfolgte am 24. Mai 2017 in Hamburg. Taufpatin war die Ministerpräsidentin des Landes Rheinland-Pfalz, Malu Dreyer. Im Juni 2019 führte das Schiff eine Werfterprobungsfahrt durch. Am 28. Januar 2022 wurde die Fregatte an die Bundeswehr übergeben. Die feierliche Indienststellung fand am 13. Juli 2022 in Wilhelmshaven statt.